# Route forestière de Bébour-Bélouve

La route forestière de Bébour-Bélouve, ou route forestière 2, est une route forestière de l'île de La Réunion, département d'outre-mer français dans le sud-ouest de l'océan Indien. Route des Hauts de l'île, elle relie la Petite Plaine de La Plaine-des-Palmistes à la forêt de Bélouve en franchissant le col de Bébour puis en traversant la forêt du même nom, dans le parc national de La Réunion. Son terminus se trouve à hauteur du gîte de Bélouve.

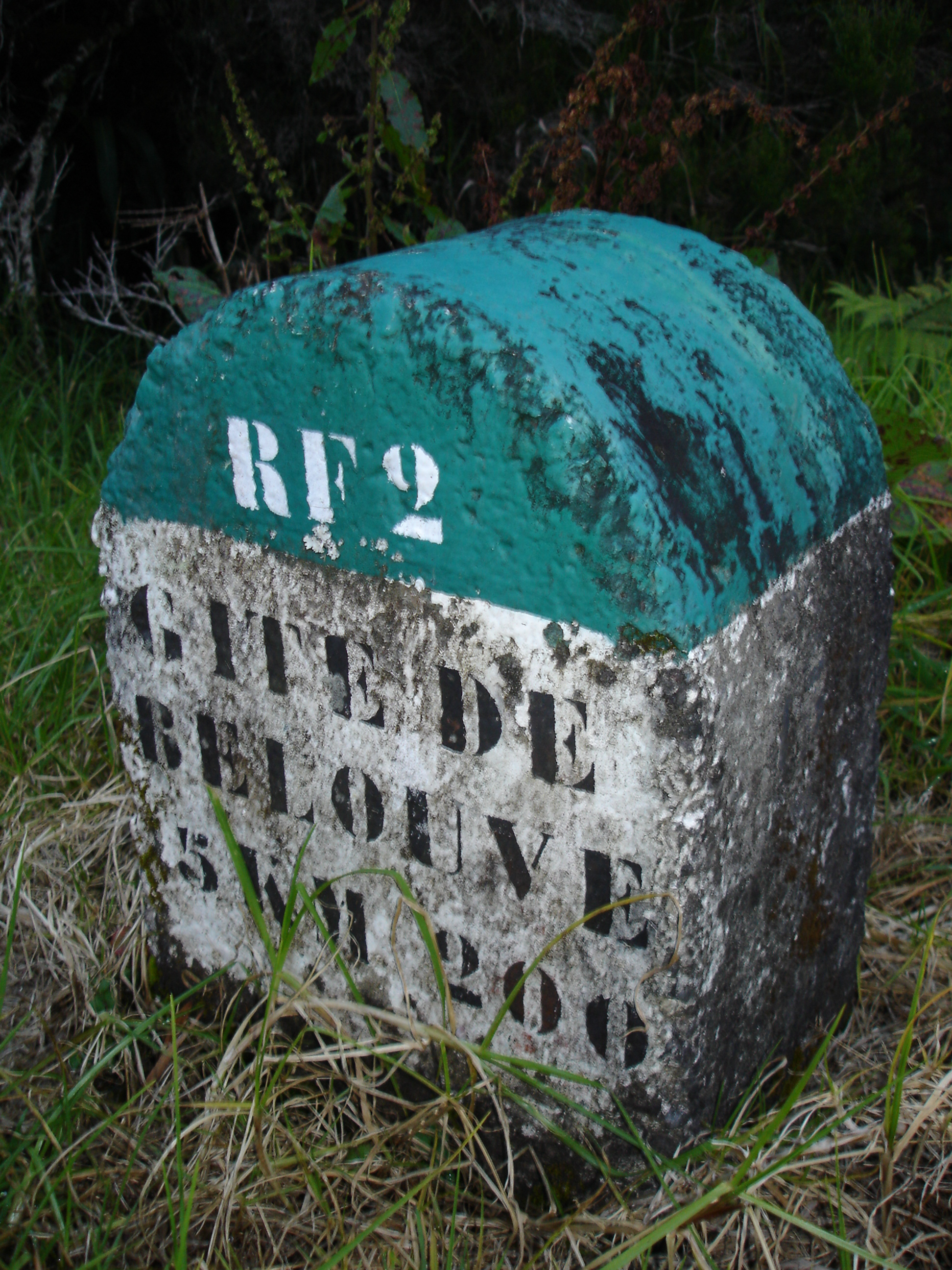
Borne kilométrique le long de la route forestière de Bébour-Bélouve.

## Annexe